# باب بیتنس
باب بیتنس (انگلیسی: Bob Baetens; ۲۸ اکتبر ۱۹۳۰ – ۱۹ اکتبر ۲۰۱۶) قایقران روئینگ اهل بلژیک بود.
وی در مسابقات کشوری و بین‌المللی در مجموع برندهٔ ۱ مدال طلا، ۳ مدال نقره، ۱ مدال برنز شده‌است.